# Günter Meyer (Regisseur)
Günter Meyer (* 25. November 1940 in Thum) ist ein deutscher Darsteller, Regisseur, Drehbuchautor und Vorlagengeber für Kinderfilme.

## Leben
Günter Meyer ist der Schöpfer zahlreicher Spuk-Filme. Für seinen Film Spuk aus der Gruft erhielt er 1999 den Goldenen Spatz. Auch andere seiner Produktionen, wie beispielsweise Kai aus der Kiste (1989) und Sherlock Holmes und die sieben Zwerge (1993) erhielten Preise bei verschiedenen Kinder- und Jugendfilmfestivals.

## Filmografie

### Regie
- Elternporträts im Rahmen der Sendung Unser Sandmännchen
- 1972: Die Squaw Tschapajews
- 1974: Bunnebacke (musikalischer Kurzspielfilm)
- 1979: Spuk unterm Riesenrad (siebenteilige Fernsehserie und zweiteilige Kinofassung)
- 1979: Der Kleine Weihnachtsmann (Fernsehspiel)
- 1980: Die verschwundene Burg (Dokumentarfilm für den DFF über eine Burg auf den Greifensteinen)
- 1981: Robinsons Hütte
- 1982: Wenn’s donnert, blüht der Gummibaum
- 1982: Spuk im Hochhaus
- 1983: Film-Salabim
- 1987: Spuk von draußen (neunteilige Fernsehserie)
- 1987: Die Wiege des tanzenden Känguruhs
- 1988: Kai aus der Kiste (Spielfilm)
- 1991: Olle Hexe (Spielfilm)
- 1993: Die Trotzkis (Fernsehserie, 13 Teile)
- 1992: Sherlock Holmes und die sieben Zwerge (Fernsehserie in acht Teilen und Spielfilm)
- 1998: Spuk aus der Gruft (Spielfilm und vierteilige Fernsehserie), Preise: Erich-Kästner-Fernsehpreis 1999 und Goldener Spatz, Gera 1999
- 2000: Spuk im Reich der Schatten (Spielfilm und vierteilige Fernsehserie) alternativ: Die Rache des Balthasar
- 2002: Spuk am Tor der Zeit (Spielfilm und vierteilige Fernsehserie), alternativ: A Ghost at the Gateway to Time
- 2004: Ein bisschen Luft unter die Flügel
- 2004: Vineta – Das Geheimnis der versunkenen Stadt
- 2005: Der Dolch des Batu Khan

### Drehbuch
- 1974: Bunnebacke (musikalischer Kurzspielfilm)
- 1979: Spuk unterm Riesenrad (siebenteilige Fernsehserie und zweiteilige Kinofassung)
- 1982: Spuk im Hochhaus
- 1985: Zwei Nikoläuse unterwegs
- 1987: Spuk von draußen (neunteilige Fernsehserie)
- 1988: Kai aus der Kiste (Spielfilm)
- 1991: Olle Hexe (Spielfilm)
- 1992: Sherlock Holmes und die sieben Zwerge (Fernsehserie in acht Teilen und Spielfilm)
- 1998: Spuk aus der Gruft (Spielfilm & vierteilige Fernsehserie), Preise: Erich-Kästner-Fernsehpreis 1999, Goldener Spatz 1999
- 2000: Spuk im Reich der Schatten (Spielfilm und vierteilige Fernsehserie) alternativ: Die Rache des Balthasar
- 2002: Spuk am Tor der Zeit (Spielfilm und vierteilige Fernsehserie), Preise: Goldenes Einhorn Alpinale 2002, Augsburger Kinderfilmdrachen 2002
- 2005: Der Dolch des Batu Khan

### Zu sehen in
- 2021: Die Greifensteine - Verwunschene Riesen im Erzgebirge (45-minütige Reportage von Kerstin Holl)

## Trivia
- Meyer ist in der Nähe der Greifensteine aufgewachsen und blieb seiner Heimat immer verbunden. So finden sich in seinem Filmwerk immer wieder Anspielungen auf die Gegend, so beispielsweise in Form von Postkarten in einer Episode der Serie Spuk von draußen, wo sich zwei Zeitreisende aus dem Mittelalter bei einer Verkäuferin nach Karl Stülpner erkundigen. Auch für Spuk von draußen wurden viele Außenaufnahmen in Thum und Umgebung gedreht.